# San Luis, Santiago de Cuba
San Luis är en ort i Kuba.   Den ligger i provinsen Provincia de Santiago de Cuba, i den sydöstra delen av landet, 800 km öster om huvudstaden Havanna. San Luis ligger 200 meter över havet och antalet invånare är 67 293.
Terrängen runt San Luis är platt åt nordost, men åt sydväst är den kuperad. Terrängen runt San Luis sluttar norrut. Runt San Luis är det ganska tätbefolkat, med 144 invånare per kvadratkilometer. Närmaste större samhälle är Santiago de Cuba, 18,3 km söder om San Luis. Omgivningarna runt San Luis är en mosaik av jordbruksmark och naturlig växtlighet.